# Балденко, Дмитрий Фёдорович
Дмитрий Фёдорович Балденко (23 марта 1934, Москва — 2 ноября 2024) — советский и российский учёный и конструктор, специалист в области винтовых гидравлических машин для нефтегазовой промышленности. Доктор технических наук, заслуженный изобретатель РФ.

## Биография
Дмитрий Фёдорович Балденко родился 23 марта 1934 года в Москве в семье инженеров. В 1957 году с отличием окончил Московский нефтяной институт им. И.М. Губкина по специальности «Машины и оборудование нефтяных и газовых промыслов».
Дальнейшая линия жизни и творческой деятельности Д. Ф. Балденко связана с двумя крупными научно-производственными фирмами в области техники нефтедобычи и бурения.
С 1957 по 1969 год работал инженером и ведущим конструктором в Особом конструкторском бюро бесштанговых насосов («ОКБ БН»), участвовал в создании одновинтовых погружных насосов для нефтедобычи и водоподъёма, а также другой нефтепромысловой техники.
С 1969 года работает во Всесоюзном научно-исследовательском институте буровой техники (ВНИИБТ, ныне — ОАО «НПО Буровая техника») в должности старшего научного сотрудника, заведующего сектором, заведующего лабораторией, главного конструктора винтовых гидравлических машин.
Принимал непосредственное участие в проектировании, испытании и внедрении многозаходных винтовых забойных двигателей (ВЗД) для бурения и ремонта скважин.
Впервые в мировой практике обосновал преимущества многозаходных винтовых насосов, а также предложил схему винтовой насосной установки с погружным гидроприводом для добычи нефти.
Признанный ведущим специалистом в области нефтяного машиностроения, одним из создателей российского ВЗД и основоположником теории его рабочего процесса, Д. Ф. Балденко был в числе инициаторов установления первых контактов между российскими и западными компаниями для продвижения технологии бурения ВЗД с многозаходными рабочими органами на мировые рынки.
Д. Ф. Балденко — автор более 350 научных публикаций, в том числе 15 книг и обзоров в области техники бурения и добычи нефти, изданных в России и за рубежом, а также более 250 российских и зарубежных патентов на изобретения. Лауреат многих премий и наград за вклад в развитие бурового и нефтепромыслового оборудования. Действительный член РАЕН.
Многолетний коллекционер почтовых марок и конвертов, в том числе по тематике «Нефть и газ в мире», член Международного общества нефтяников-филателистов (PPSI), автор ряда исследований и научно-популярных статей в этом разделе филателии.
Автор публицистических статей, посвящённых памятным датам истории страны.https://burneft.ru/archive/issues/detail.php?ELEMENT_ID=62829https://burneft.ru/archive/issues/detail.php?ELEMENT_ID=61514&sphrase_id=3141https://burneft.ru/archive/issues/detail.php?ELEMENT_ID=61027&sphrase_id=3142
Вёл общественную деятельность. Секретарь бюро ВЛКСМ курса, факультета, член Ленинского РК ВЛКСМ г. Москвы, в 1957—1969 гг. секретарь бюро ВЛКСМ, председатель профкома ОКБ БН. Член ВЛКСМ (1948—1984), член КПСС (1961—1991).
Захоронен в Москве на Донском кладбище (колумбарий 18, этаж 2, N306).
Дети: Федор Балденко (1958) и Мария Адилова (1967); внучка Анна Адилова (1996) — работают в нефтегазовой отрасли РФ.

## Научно-техническая деятельность
- исследование, конструирование и внедрение новой нефтепромысловой техники: гидропоршневые насосные установки с клапанным распределением, быстроходные плунжерные насосы для гидроразрыва пласта, одновинтовые насосы с погружным электроприводом для добычи нефти и водоподъёма (впервые созданные в мировой технике)[17];

- разработка теории рабочего процесса[18][19]; научных принципов конструирования и методик расчета ВЗД с многозаходными рабочими органами с циклоидальным зацеплением[20];
- фундаментальные исследование влияния кинематического отношения рабочих органов на частоту вращения и крутящий момент двигателя[21];
- создание ВЗД в диаметральных габаритах 48-240 мм как эффективного технического средства для бурения и ремонта скважин[22];
- разработка и усовершенствование конструкций оригинальных узлов и технологических компонентов ВЗД (шарниров и гибких валов, подшипников, клапанов и др.)[23][24][25][26][27];
- разработка секционных и многошаговых ВЗД и способов их сборки в заводских и промысловых условиях[28][29];
- разработка и исследование рабочего процесса турбинно-винтовых гидравлических двигателей[30];
- патентование общих конструктивных и компоновочных схем, устройств элементов конструкции, геометрических параметров рабочих органов, способов сборки, контроля и управления режимами работы ВЗД[31][32];
- разработка технической документации и организация продажи лицензий на использование ВЗД в США, Франции и Великобритании, что подтвердило приоритет отечественной науки и техники в области гидравлических забойных двигателей[33];
- создание многофункционального технологического комплекса для бурения наклонно направленных и горизонтальных скважин с использованием ВЗД[34][35][36][37];
- разработка параметрического ряда одновинтовых насосов с многозаходными рабочими органами для установок для добычи нефти с поверхностным и погружным приводом[38];
- создание научных основ оптимизации геометрических параметров винтовых рабочих органов с циклоидальным профилем зубьев для различных условий эксплуатации в качестве насосов и гидродвигателей[39][40][41][42][43];
- разработка нетрадиционных схем и компоновок гидравлических машин на базе винтового героторного механизма, в том числе гидравлических нагружателей и ориентаторов[44][45];
- методическое и программное обеспечение специализированного курса «Одновинтовые гидравлические машины» для подготовки кадров предприятий нефтегазовой отрасли[46][47].

## Награды и премии
- Почётная грамота Президента РФ (2019)[11]
- Медаль «За трудовую доблесть» (1986)
- Медаль «Ветеран труда» (1984)
- Почетное звание «Заслуженный изобретатель РФ» (1992)
- Медаль «В память 850-летия Москвы» (1997)
- «Почетный нефтяник СССР» (1984)
- «Заслуженный работник топливно-энергетического комплекса» (2005)
- Медаль «За развитие нефтегазового комплекса» (2010)
- Трижды лауреат Премии имени И. М. Губкина: 
  - за создание малогабаритных забойных двигателей (1979);
  - за создание многофункционального технологического комплекса для бурения горизонтальных скважин и боковых стволов (2001);
  - за плодотворную работу в редколлегии специализированного журнала «Бурение и нефть» (2016)[12].
- Лауреат Премии имени Н. К. Байбакова (2008)
- Серебряная медаль РАЕН имени П. Л. Капицы «За выдающиеся изобретения» (2004)
- Золотая, серебряная и бронзовая медали ВДНХ (1975, 1980, 1992)
- Почетная грамота АО «Марка» за большой вклад в развитие и популяризацию отечественной филателии (2024)